# Federally Funded Research and Development Centers
Uma Federally Funded Research and Development Centers (FFRDCs) são parcerias pública-privadas que desenvolvem pesquisa para o Governo dos Estados Unidos. Elas são administrados em conformidade com o Código de Regulamentações Federais dos Estados Unidos, Título 48, Parte 35, seção 35 017 por universidades e empresas. Atualmente existem 41 FFRDCs reconhecidas que são patrocinadas pelo governo dos EUA. A FFRDCs são semelhantes as University Affiliated Research Center administradas pelo Departamento de Defesa dos Estados Unidos.